# Bașchiria (1917–1919)
Bașchiria sau Bașcortostan (în bașchiră Башҡортостан), numită și Bașkurdistan, Bașchiria Mică sau Bașchiria autonomă a fost un stat autonom de scurtă durată care a existat între 1917 și 1919, în timpul Războiului Civil Rus. Aliată cu Statul Rus, Bașchiria a fost atacată și mai târziu anexată de Republica Socialistă Federativă Sovietică Rusă, ceea ce a condus la prăbușirea sa în 1919 și la formarea Republicii Socialiste Sovietice Autonome Bașchiria.

## Istorie
După Revoluția din februarie, sentimentul naționalist a început să se intensifice în Bașchiria, ducând la crearea Biroului Regional Bașchir (în rusă Башкирское областное бюро, transliterat: Bașkirskoe oblastnoe biuro) în iunie 1917. Acesta a organizat consilii locale, numite „șuro” (în rusă шуро), pentru a asigura extinderea drepturilor bașchirilor. Ulterior, în iulie și august 1917, primul și al doilea „Congres (kurultai) al tuturor bașchirilor” (în rusă Всебашкирские курултаи, transliterat: Vsebașkirskie kurultai) au avut loc la Orenburg și, respectiv, Ufa, unde s-a ajuns la un consens pentru a crea o „republică democratică pe bază național-teritorială ca parte a Rusiei federale”.
Ales de primul și reales de al doilea kurultai, Consiliul („Șuro”) Bașchir Central a fost înființat pentru a organiza trimiterea unei delegații bașchire la Adunarea Constituantă Rusă. Cu toate acestea, în urma Revoluției din octombrie, procesul de stabilire a autonomiei a fost modificat semnificativ. La 11 noiembrie 1917, Consiliul Central a confirmat necesitatea unei Bașchirii autonome.
Patru zile mai târziu, autonomia Bașchiriei a fost proclamată de Consiliul Central. Declarația de autonomie a fost semnată de președintele Consiliului Central Șarif Manatov (în rusă Шариф Ахметзянович Манатов), vicepreședintele Zeki Velidi Togan și secretarul Șaihzada Babici (în rusă Шайхзада Мухаметзакирович Бабич), precum și șefii celor șase departamente ale Consiliului Central. Rezoluția preciza: „Consiliul regional Bașchir declară teritoriul bașchir al regiunilor Orenburg, Ufa, Samara și Perm, începând cu 15 noiembrie, ca parte autonomă a Republicii Ruse”. Guvernarea locală, dar și căile ferate, trupele militare și oficiile poștale, au fost preluate de guvernul Bașchiriei.
Conform rezoluției Congresului tuturor bașchirilor din 20 decembrie 1917, a fost înființată o armată independentă, sub conducerea lui Zeki Velidi Togan. De asemenea, a fost înființat și un sistem juridic independent, în conformitate cu rezoluțiile Congresului, cu legi bazate pe cele ale Republicii Ruse. În cazurile care implicau doar bașchiri, urmau să fie utilizate legile Consiliului Central („Șuro”) și ale legislativului din Bașkiria, Kese Koroltai (în bașchiră Кесе Ҡоролтай). S-a luat în considerare și perspectiva reformei funciare, Congresul declarând că toți cetățenii regiunii au dreptul de a deține pământ. A fost creat Departamentul Principal de Agricultură și Proprietate ca fond de stat pentru gestionarea intereselor funciare:138–139.
În satul Elpaciha (în rusă Елпачиха) a fost format un consiliu bașchir local, dar membrii săi au fost uciși de forțele bolșevice la scurt timp după înființare. Relațiile dintre bașchiri și bolșevici au continuat să se înrăutățească, în ciuda unei declarații a lui Vladimir Lenin care descrie mișcarea bașchiră ca „nefiind contrarevoluționară”, ci „destul de naturală și foarte necesară”. După capturarea Orenburg de către Armata Roșie, Consiliul Central a ales la început să lucreze cu bolșevicii, declarând neutralitatea în Războiul Civil Rus și și-a adoptat propria constituție, Regulamentul privind autonomia Micii Bașchirii (în rusă Положение об автономии Малой Башкирии, transliterat: Polojenie ob avtonomii Maloi Bașkirii), care prevedea, printre altele, statutul limbii bașchire ca unică limbă oficială. La 26 februarie 1918, guvernul bașchir a declarat că lucrează alături de bolșevici:234.
Tensiunile au rămas însă mari. În urma arestării mai multor membri ai guvernului de către bolșevici, un grup de tineri bașchiri din Tulkin (în rusă Tulkyn, transliterat: Tulkyn și-a format propriul organism guvernamental, Consiliul Revoluționar Provizoriu din Bașchiria (în rusă Временный революционный совет Башкортостана, transliterat: Vremennîi revoliuționnîi sovet Bașkortostana, care a înaintat o rezoluție „Cu privire la autonomia Bașchiriei” și a înaintat-o spre aprobare Comisariatului Poporului pentru Naționalități din RSFS Rusă (în rusă Народный комиссариат по делам национальностей РСФСР, transliterat: Narodnîi komissariat po delam naționalnostei RSFSR). Inițial, rezoluția a fost aprobată și a început publicarea textului în limba bașchiră. Cu toate acestea, la scurt timp după înființare, Comisariatul a fost desființat de Comitetul Executiv al Regiunii Orenburg în urma respingerii autonomiei naționale, Comisariatul fiind în mod explicit echivalat cu Consiliul Central („Șuro”).
În martie 1918, situația atinsese un punct critic. Regimente izolate de bașchiri au început să se ciocnească cu Armata Roșie, iar doi membri ai guvernului (Gabdulla Idebaiev și Gimran Magazov) au fost executați de bolșevici. Gărzile Roșii au condus activ atacuri asupra bașchirilor și au confiscat armele găsite. În perioada 3-4 aprilie 1918, comandantul militar al Bașchiriei, Amir Karamîșev (în rusă Амир Батыргареевич Карамышев, transliterat: Amir Batîrgareevici Karamîșev), cu ajutorul cazacilor din Orenburg, a asediat închisoarea în care era ținut guvernul bașchir, operațiunea ducând la eliberarea acestora. Patru zile mai târziu, în Ufa, oraș controlat de sovietici, a avut loc o întâlnire secretă a liderilor bașchiri în cadrul căreia s-a decis continuarea luptei împotriva bolșevicilor:155–157.
Până la sfârșitul lui mai 1918, autonomia Bașchiriei a fost complet restaurată, cu asistența Legiunilor Cehoslovace. La 1 iunie 1918, a fost publicată o scrisoare intitulată „Apelul guvernului bașchir către popor”, care se făcea apel la rezistență armată împotriva Armatei Roșii. Sagit Mreasov (în rusă Сагит Губайдуллович Мрясов, transliterat: Sagit Gubaidullovici Mreasov a fost ales președinte interimar al Consiliului Central (rusă Șuro). S-au stabilit legături cu guvernul Statului Rus, cu Guvernul Provizoriu al Siberiei Autonome din Vladivostok, cu Comitetul Membrilor Adunării Constituante din Samara și cu cazacii din Orenburg. Printre cei mai importanți susținători ai lor a fost Alexandr Dutov (în rusă Алекса́ндр Ильи́ч Ду́тов, transliterat: Aleksándr Ilíci Dútov), atamanul cazacilor din Orenburg.
Între 15 și 17 mai 1918, în orașul Kostanai (în rusă Костанай) a avut loc o întâlnire a reprezentanților din Bașchiria și ai guvernului provizoriu din Autonomia Alașă (în rusă Алашская автономия, transliterat: Alașskaia avtonomia), purtându-se discuții privind formarea unei alianțe împotriva bolșevicilor. Într-o întâlnire ulterioară de la Samara, care a inclus și guvernele din Asia Centrală, s-a decis înființarea unei Federații a Regiunilor Musulmane de Sud-Est, ca parte a „Uniunii Rusiei de Est”, care includea regiuni din Asia Centrală, Autonomia Alașă, Bașchiria, Siberia, Orenburg și cazacii de pe Ural. În plus, s-a planificat unirea armatelor Autonomiei Alașe și Bașchiriei într-o singură armată. Cu toate acestea, aceste acorduri nu au fost puse în aplicare:179.
Între 8 și 23 septembrie 1918, la Ufa a avut loc o întâlnire între membrii mișcării bașchire și alte forțe anti-bolșevice din Statul Rus. Cu toate acestea, acțiunile ulterioare ale lui Aleksandr Kolceak, inclusiv dizolvarea forțată a armatei bașchire și transferul unităților acesteia către cazacii din Orenburg, au obligat guvernul Bașchiriei să se angajeze în negocieri cu forțele bolșevice. O rezoluție din 16 februarie 1919 a Consiliului Central („Șuro”) a afirmat dorința guvernului de a colabora cu bolșevicii, declarând război Statului Rus, cazacilor din Orenburg și „tuturor imperialiștilor lumii”. Au urmat negocieri suplimentare, care au condus la încheierea unui acord între guvernele sovietic și bașchir asupra autonomiei, la 20 martie 1919. Bașchiria a devenit Republica Sovietică Socialistă Autonomă Bașchiră (în rusă Башҡорт Автономиялы Совет Социалистик Республикаhы, transliterat: Bașҡort Avtonomialî Sovet Soțialistik Respublikahî), guvernul din 1917-1919 al Bașchiriei fiind recunoscut ca entitate istorică.

## Guvernământ

### Legislativ
Organul legislativ din Bașchiria a fost Kese Koroltai (în bașchiră Кесе Ҡоролтай). Condiția impusă candidaților, atât pentru bărbați, cât și pentru femei, precum și pentru non-bașchiri, pentru obținerea calității de membru era să aibă cel puțin 22 de ani. Mandatul membrilor Kese Koroltai a fost de trei ani. Prima componență a Kese Koroltai a fost stabilită de Congresul tuturor bașchirilor și a fost formată din 22 de membri (un membru la 100.000 de persoane).

### Executiv
Ramura executivă a fost reprezentată de guvernul Bașchiriei și Consiliul Central al Bașchiriei („Șuro”):324. Atât guvernul Bașchiriei, cât și Kese Koroltai au avut sediul inițial în Caravanseraiul din Orenburg. Cu toate acestea, pe măsură ce luptele din Bașchiria s-au intensificat, forțele bașchire au fost forțate să se retragă la Celiabinsk, oraș controlat de Legiunile Cehoslovace.

## Împărțire administrativ-teritorială
Împărțirea administrativ-teritorială a Bașkurdistanului a fost stabilită la Congresul al II-lea al tuturor bașchirilor (Koroltai), care a avut loc la Orenburg în perioada 8-20 decembrie 1917, unde au fost trasate granițele Bașkurdistanului autonom și s-a aprobat autonomia. Reprezentantul Koroltai a decis să aprobe autonomia în granițele Micii Bașkirii, iar pe teritoriul său au fost create 9 cantoane în loc de regiuni: Barîn-Tabîn, Burian-Tingauyr, Ete îrîu, Iҫken-Katai, Kîpsak, Kîuakan, Tamian, Tuk-Soran și Usergan (în bașchiră Барын-Табын, Бөрйән-Түңгәүер, Ете ырыу, Иҫкен-Ҡатай, Ҡыпсаҡ, Ҡыуаҡан, Тамъян, Туҡ-Соран һәм Үҫәргән), care au fost împărțite în 75 de voloste.
În timpul ocupației de către Armata Albă, Mica Bașchirie a fost considerată oficial stat autonom format din 13 cantoane: Argaiaș, Burian-Tingauyr, Dîuan, Ete îrîu, Kudei, Kușciin, Kîpsak, Tabîn, Tamian-Katai, Tuk-Soran, Usergan, Iurmatî și Ialan (în bașchiră Арғаяш, Бөрйән-Түңгәүер, Дыуан, Ете ырыу, Көҙәй, Ҡошсо, Ҡыпсаҡ, Табын, Тамъян-Ҡатай, Туҡ-Соран, Үҫәргән, Юрматы һәм Ялан). 
De fapt, teritoriul a fost guvernat nu numai de guvernul bașchir, ci și de guvernul siberian și de atamanul Dutov, cu implicarea fostului sistem de administrații regionale format din oficiali ruși. Conform estimărilor, în 1919, teritoriul regiunii autonome avea o suprafață de 78.439 km2, populația fiind de 1.219.852 persoane.